# 마이단 인민연합
마이단 인민 연합(우크라이나어: Народне об'єднання "Майдан")은 유로마이단 시위 당시 5번째 일요일인 2013년 12월 22일 여러 정부 야당 및 무소속 의원, 시민 조직들이 모여 "새로운 우크라이나와 새로운 우크라이나 정부"를 이루자는 목표의 동맹이다.